# Paul Kok
Paul Kok (Hoorn, 21 december 1994) is een Nederlands voormalig voetballer die doorgaans speelde als linksback. Tussen 2013 en 2025 was hij actief voor AZ, Telstar, FC Oss, FC Volendam, Koninklijke HFC en VV Katwijk.

## Clubcarrière
Kok werd geboren in Hoorn en speelde in de jeugdopleiding van VV De Zouaven, die hij in 2011 verliet voor AZ. In 2013 werd besloten Kok voor één seizoen te verhuren aan satellietclub Telstar. Hij maakte zijn debuut op 2 september, toen hij van coach Marcel Keizer tegen MVV Maastricht (2–1 winst) in de basis mocht beginnen. In 2014 tekende hij voor een seizoen bij FC Oss. Dat contract werd later verlengd tot 2016.
Na afloop van deze verbintenis zette Kok zijn handtekening onder een contract voor één jaar bij FC Volendam, met een optie op een extra seizoen. Deze optie werd aan het einde van het seizoen gelicht. Aan het einde van het seizoen 2017/18 werd de verbintenis van Kok met één seizoen verlengd tot medio 2019.
In het seizoen 2018/19 kon Kok onder nieuwe trainer Hans de Koning steeds minder rekenen op speeltijd. Aan het einde van het seizoen besloot FC Volendam dan ook zijn aflopende contract niet te verlengen. In juli 2019 liet Kok FC Volendam achter zich. Hij liep vervolgens stage bij 1. FC Slovácko in Tsjechie. De club wilde hem binden, maar Kok besloot de aanbieding af te slaan vanwege de taalbarrière die er was tussen hem en de Tsjechische spelers. Hij speelde in de zomerstop enkele wedstrijden mee met Team VVCS.
Na de zomer kreeg hij een contract bij Koninklijke HFC. Een jaar later verkaste hij naar VV Katwijk. Met Katwijk werd Kok in 2022 en 2023 kampioen van de Tweede divisie. In januari 2025 werd bekend dat Kok na afloop van het seizoen 2024/25 ging vertrekken bij Katwijk. Hierop besloot hij een punt achter zijn actieve loopbaan te zetten.

## Clubstatistieken
| Seizoen | Club            | Competitie     | Competitie | Competitie | Beker | Beker | Nacompetitie | Nacompetitie | Totaal | Totaal |
| Seizoen | Club            | Competitie     | Wed.       | Dlp.       | Wed.  | Dlp.  | Wed.         | Dlp.         | Wed.   | Dlp.   |
| ------- | --------------- | -------------- | ---------- | ---------- | ----- | ----- | ------------ | ------------ | ------ | ------ |
| 2012/13 | AZ              | Eredivisie     | 0          | 0          | 0     | 0     | —            | —            | 0      | 0      |
| 2013/14 | → Telstar       | Eerste divisie | 31         | 0          | 1     | 0     | —            | —            | 32     | 0      |
| 2014/15 | FC Oss          | Eerste divisie | 15         | 0          | 0     | 0     | 1            | 1            | 16     | 1      |
| 2015/16 | FC Oss          | Eerste divisie | 22         | 0          | 0     | 0     | —            | —            | 22     | 0      |
| 2016/17 | FC Volendam     | Eerste divisie | 36         | 1          | 3     | 0     | 2            | 0            | 41     | 1      |
| 2017/18 | FC Volendam     | Eerste divisie | 19         | 0          | 2     | 0     | —            | —            | 21     | 0      |
| 2018/19 | FC Volendam     | Eerste divisie | 14         | 0          | 0     | 0     | —            | —            | 14     | 0      |
| 2019/20 | Koninklijke HFC | Tweede divisie | 17         | 0          | 1     | 0     | —            | —            | 18     | 0      |
| 2020/21 | VV Katwijk      | Tweede divisie | 2          | 0          | 0     | 0     | —            | —            | 2      | 0      |
| 2021/22 | VV Katwijk      | Tweede divisie | 33         | 0          | 1     | 0     | —            | —            | 34     | 0      |
| 2022/23 | VV Katwijk      | Tweede divisie | 29         | 1          | 2     | 0     | —            | —            | 31     | 1      |
| 2023/24 | VV Katwijk      | Tweede divisie | 34         | 0          | 2     | 0     | —            | —            | 36     | 0      |
| 2024/25 | VV Katwijk      | Tweede divisie | 26         | 1          | 2     | 0     | —            | —            | 28     | 1      |
| Totaal  | Totaal          | Totaal         | 278        | 3          | 14    | 0     | 3            | 1            | 295    | 4      |